# Kitspuit

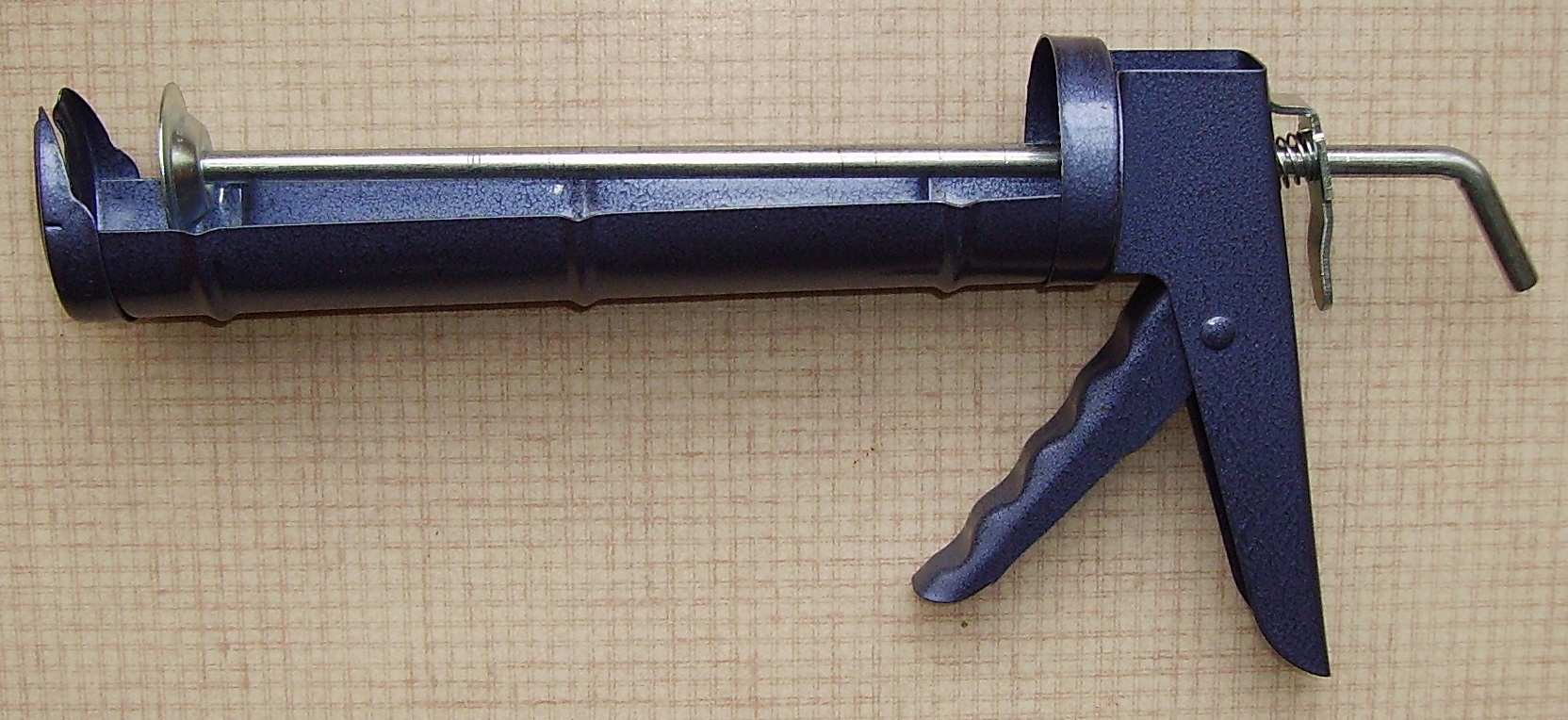
Metalen kitspuit, zonder patroon

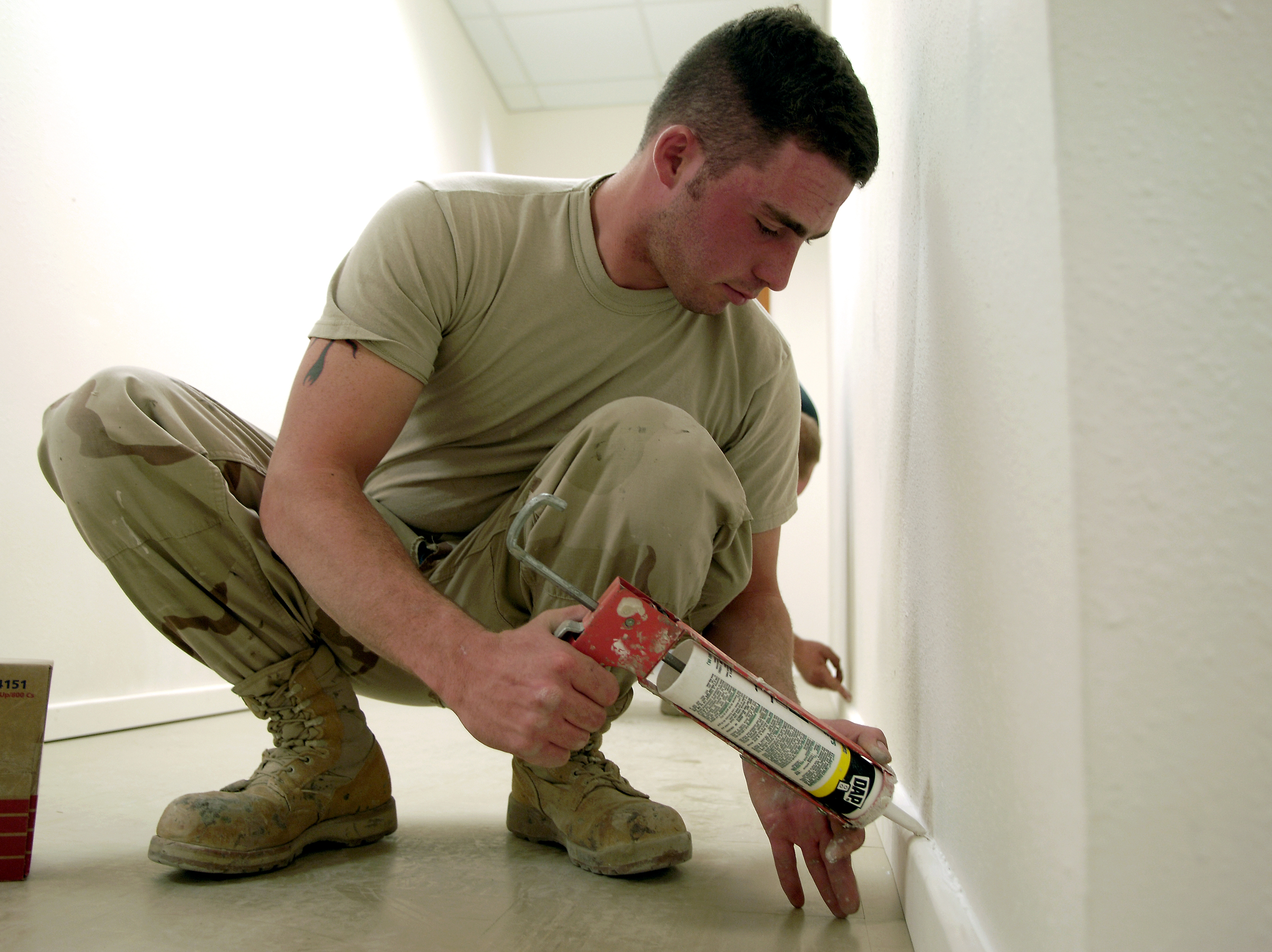
Het gebruik van een kitspuit

Een kitspuit of kitpistool is een hulpmiddel om kitten of lijm aan te brengen. In een kitspuit wordt een patroon aangebracht, die vervolgens, door een knijpende beweging van de handvatten, leeg wordt gedrukt. Een kitpatroon heeft een tuit, waarmee de kit of lijm gedoseerd uitgespoten kan worden.
Er bestaan ook:
- op luchtdruk werkende kitspuiten. Deze maken gebruik van een compressor
- accu-kitspuiten (een motortje op de accu duwt de patroon gelijkmatig leeg)